# Моше Снех
Моше Снех е роден през 1909 г. в гр. Рязан, в Русия. Висшето си образование получава в Полша, в университета на Варшава. Там следва математика и медицина. Като студент се присъединява в студентската организация Yardinia Zionist. През 1926 г. става неин председател. Също така е председател на Еврейската медицинска организация. Работи като лекар в полската армия през 1939. Когато започва Втората световна война, Снех емигрира в Палестина. През 1948 започва да издава партийния вестник Мапам.